# Peter Lamont
Peter Lamont (Londres, 12 de novembro de 1929 – 18 de dezembro de 2020) foi um diretor e decorador de arte britânico. Venceu o Oscar de melhor direção de arte na edição de 1998 por Titanic ao lado de Michael D. Ford, além de outras três nomeações para o mesmo prêmio por Fiddler on the Roof (1971), The Spy Who Loved Me (1977) e Aliens (1986).
Foi divulgado a morte do Lamont em 18 de dezembro de 2020.